# Sarnaismus
Sarnaismus ist eine Naturreligion aus Indien. Sarna sind heilige Haine in der hinduistischen Traditionen der Chota-Nagpur-Plateau-Region, in den Staaten Jharkhand, Bihar, Assam, und Chhattisgarh. Dem lokalen Glauben zufolge wohnt eine Gram deoti oder Dorfgottheit im Sarna, wo zweimal im Jahr Opfer dargebracht werden. Ihr Glaubenssystem wird auch Sarna Dharma genannt.

## Etymologie
Sarna bedeutet „Hain“ und ist etymologisch mit dem Namen des Salbaums verwandt.

## Theologie
Die Anhänger des Sarnaismus glauben an eine Dorfgottheit als Beschützer des Dorfes, die als Gaon khunt, Gram deoti, Dharmes, Marang Buru, Singbonga oder mit anderen Namen von verschiedenen Stämmen bezeichnet wird, und verehren sie. Die Anhänger glauben (und verehren) auch an Dharti ayo oder Chalapachho Devi, die Muttergöttin, die mit der Erde oder der Natur identifiziert wird.

## Anbetungsstätten und Riten
Sarna ist ein Ort der Anbetung, ein heiliger Hain in Chotanagpur. Er wird bei den Kudumi Mahato auch gram than, unter den Santal Jaher than oder Jaher gar genannt und ist in Dörfern zu finden. Im heiligen Hain stehen Sal-Bäume. Die Zeremonien werden von der gesamten Dorfgemeinschaft bei einer öffentlichen Versammlung unter aktiver Beteiligung von Dorfpriestern, pahan und Assistenten Pujar in Chotanagpur durchgeführt. Der Priester wird bei den Santal Naike genannt. Der Sthal besteht in der Regel aus mehreren Bäumen wie Sal, mahua, Neem und Banyan.
Das wichtigste Fest des Sarnaismus ist Sarhul, ein Fest, bei dem die Gläubigen ihre Vorfahren verehren. Während des Festes bringt der Pahan drei Wassertöpfe zum Sarna. Wenn der Pegel der Wassertöpfe sinkt, glaubt man, dass der Monsun ausbleiben wird, bleibt er jedoch gleich, wird der Monsun wie üblich kommen. Die Männer bringen dann „Sakua“-Blumen und Blätter dar.

## Demographie
|                                     | Staat        | Bevölkerung             |
| ----------------------------------- | ------------ | ----------------------- |
| 1.                                  | Jharkhand    | 4.223.500               |
| 2.                                  | West Bengal  | 2.512.331               |
| 3.                                  | Bihar        | 1.349.460               |
| 4.                                  | Chhattisgarh | 768.910                 |
| 5.                                  | Odisha       | 478,.317                |
| Summe                               | Summe        | 7.800.000 bis 9.300.000 |
| Quelle: Volkszählung in Indien 2011 |              |                         |

## Geschichte und Status
Als Folge des westlichen Kolonialismus und Imperialismus in Asien wurden von westlichen christlichen Missionaren im kolonialen Indien mehrere Versuche der Indoktrination und Zwangsbekehrung durchgeführt, die ein Jahrhundert lang andauerten und in den Stammesgebieten des Chota Nagpur-Region zu interreligiösen Konflikten führten. Auf die Ankunft der ersten deutschen protestantischen Missionare im Jahr 1845 folgten römisch-katholische Missionare; der Konflikt zwischen christlichen und nicht-christlichen Stammesangehörigen wurde 1947–1948 deutlich, als die britischen Kolonialherren Indien verließen.
Die National Commission for Scheduled Tribes (NCST) hat vorgeschlagen, der Sarna-Religion eine eigene Kategorie im Religionscode des Volkszählung in Indien zuzuweisen.
Mehrere Stammesorganisationen und christliche Missionare fordern einen eigenen Zählungscode für den Sarnaismus. Der damalige indische Minister für Stammesangelegenheiten, Jual Oram, erklärte 2015, dass die Stammesangehörige Hindus seien.
Die katholische Kirche in Indien, angeführt von der katholischen Erzdiözese Ranchi und den katholischen Bischöfen von Jharkhand, hat einen eigenen Religionscode für die Stammesbevölkerung unterstützt. Die frühere BJP-geführte Regierung hatte ein Anti-Konversionsgesetz eingeführt, da sie die Kirche der Zwangskonversion und der Aneignung von Land der Stammesangehörigen beschuldigte.
Am 12. November 2020 verabschiedete das Parlament Jharkhands einstimmig eine von der Regierung unter Chief Minister Hemant Soren (JMM) eingebrachte Resolution, in der die Aufnahme der Sarna als eigene Religion bei die Volkszählung 2021 gefordert wurde und sandte diese an die Zentralregierung zur Genehmigung.

## Organisationen
- Akhil Bharatiya Sarna Dharam (ABSD)
- All India Sarna Dharam Mandowa (AISDM)
- Kherwal Saonta Semled (KSS)

### Bücher
- Kishor Vidya Niketan: The Spectrum of Tribal Religion in Bihar: A study of continuity & change among the Oraon of Chotanagpur. 1988.
- Phatik Chandra Hembram: Sari-Sarna (Santhal religion). Mittal Publications, 1988, ISBN 81-7099-044-0.

### Zeitschriften
- Malini Srivastava: The Sacred Complex of Munda Tribe. In: Anthropologist. Band 9, Nr. 4, 2007, S. 327–330, doi:10.1080/09720073.2007.11891020 (Online [PDF]).